# Прааґа
Пра́аґа (ест. Praaga küla) — село в Естонії, у волості Пейпсіяере повіту Тартумаа.

## Населення
На 31 грудня 2011 року в селі не було постійних мешканців.

## Географія
Село розташоване на березі Чудського озера.

## Історія
До 23 жовтня 2017 року село входило до складу волості Вара.